# Фаброва Дача

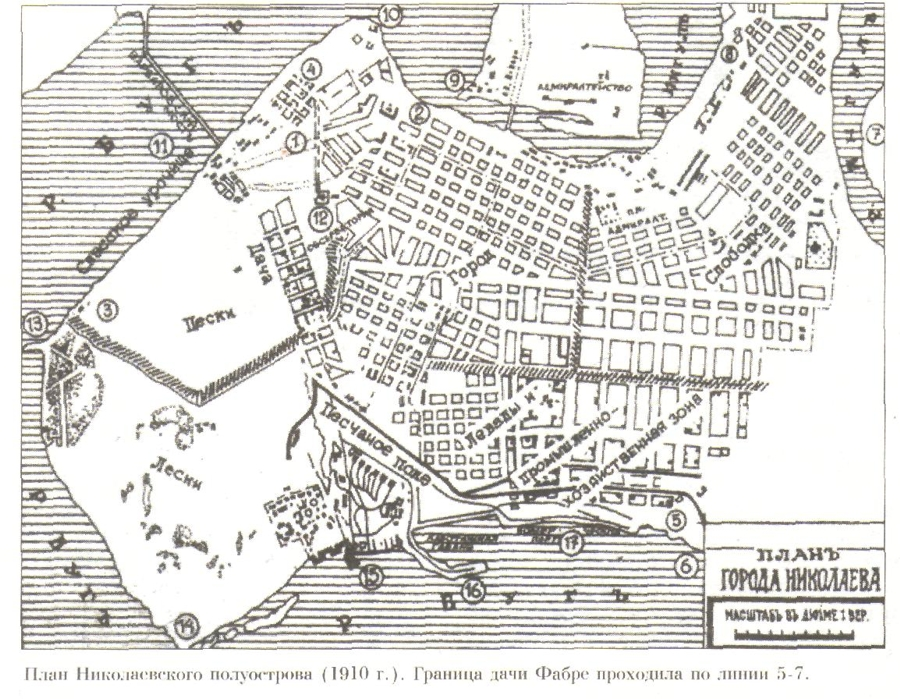
Кордони лінія 5-7

Фаброва Дача — земельне володіння (дача), на Миколаївському півострові, що належало купцеві Якову-Франц Фабру. 

## Франц Фабр

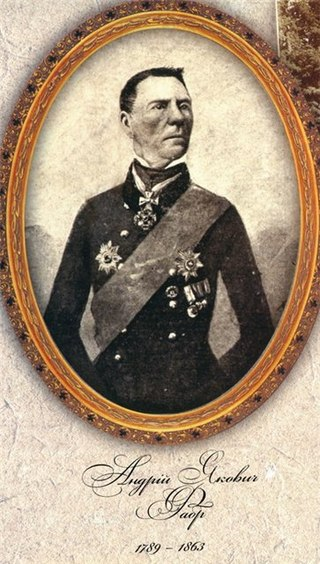
Андрій — син Якова-Франца Фабра

### Найперша згадка
Найперша згадка про Фабра датується 9 березня 1783 року, коли він виявив бажання оселитися в Херсонській губернії «с фамилиею своей и компанией». Випросивши у російського уряду півтори тисячі десятин землі в гирлі Інгулу, він зі швейцарською пунктуальністю взявся облаштовувати придбаний маєток.

### Дані про персоналію
Даних про нього дуже мало, і пояснюється це тим, що в роки революції в Катеринославі згорів сімейний архів Фабра, а з ним разом і історія життя Якова-Франца. Рік його народження досі не встановлений, але можна припустити, що на момент описуваних подій він був вже, що називається, у віці.

### Внесок в історію
Саме загадковий швейцарець Яків-Франц Андрійович Фабр став, як це не дивно, спонукальною причиною до заснування Миколаєва.

## Передісторія міста Миколаєва

### Засади створення Фабрової Дачі
У 1783 р. петербурзький купець, родом з Женеви, Франц Фабр звернувся до Г. О. Потьомкіна з проханням про те, що він бажає з сім'єю і компанією «мати дім в Херсоні», тобто стати херсонським поміщиком, для чого просив, щоб йому відмежували 500 десятин придатної землі, уподобаної їм в гирлі Інгулу.
27 серпня того ж року Я.-Ф. Фабр попросив ще додати йому там же ще 1000 десятин придатної землі, що в цілому склало 1500 десятин, і отримав дозвіл Катерини II. Фактично в його володінні виявилася більша частина Миколаївського півострова, утвореного злиттям річок Інгулу і Південного Бугу.
Землі, щедро видавалися у володіння приватним особам на малозаселених південноукраїнських землях, в офіційних документах того часу називалися дачами.

## Територія Фабрових Дач

### Територія, яку охоплювали Фаброві Дачі, порівняно з сучасним містом
Фаброва дача охоплювала весь Миколаївський півострів: житлові й господарські будівлі знаходилися в основному на річці Інгул у Козачого перевозу (сучасний Інгульський міст), на Виноградній косі (сучасні території водної станції Чорноморського суднобудівного заводу і яхт-клубу), на мисі біля впадіння Інгулу в Бузький лиман (Мис порохових погребів) і на Осницькій косі (сучасні Ліски); орні землі розташовувалися в східній стороні півострова. Через три роки хутір Фабра складався зі значної кількості будівель, розташованих в трьох місцях: в урочищі над Бугом, при гирлі річки Інгул на горі й на березі річки Інгул біля перевозу.

## Тяганина з паперами

### Чолобитна, на ім'я Катерини Другої
29 липня 1784 року Фабром була складена чолобитна, на ім'я Катерини Другої, в якій, зокрема, йшлося: «Цього 1784 відмежована мені, за велінням Його Світлості, <…> князя Григорія Олександровича Потьомкіна в Херсонському повіті при річках Буг і гирло Інгулу, під заклад плантації землі …». Він просив імператрицю видати указ про видачу йому межових книг, бо, як не крути, а виходило, що володів землею Фабр незаконно, а, значить, і забрати її могли в будь-який час, що і сталося кілька років потому. Чолобитна була передана в Катеринославське намісницьке правління, після чого питання не вирішилося ще протягом трьох років.

## Напад на Фаброві Дачі
Згідно з умовами Кючук-Кайнарджійського мирного договору 1774 року до Російської імперії відійшли землі між річками Дніпром і Південним Бугом, що належали раніше Туреччині, кордон між двома державами проходив по Південному Бугу, таким чином, землі, що належали Ф. Фабра, знаходилися в небезпечній прикордонній зоні, де час від часу траплялися напади турецьких загонів.
Влітку 1787 року (за загальноприйнятою версією) турки, мабуть, що жили в Карань-Кірі, (сучасній Великій Коренисі), переправилися через Бузький лиман, і напали на частину Фабрової дачі, що на Виноградній косі біля джерела (сучасний Яхт-клуб). Вони розорили маєток і вбили колишню там служницю. З цього приводу Франц Фабр звернувся з протестом до російської влади, з вимогою компенсувати понесені ним збитки.

## Потьомкін[4]та Фаброва Дача

### Причини пошуку нового місця для верфі
Г. А. Потьомкін, через майже десять років після заснування Херсона, прийшов до висновку, що місце для міста і верфі вибране невдало. По-перше, вони розташовувалися далеко від моря — щоб дійти до Дніпро-Бузького лиману, треба було подолати тридцять верст досить вузького і мілководного Дніпра; по-друге, місце гниле — навколо міста маса островів і плавнів, покритих суцільно очеретом, такий собі розсадник шкідливих випарів, які тоді вважалися причиною багатьох епідемічних хвороб, серед яких болотна гарячка (малярія) була незмінною супутницею життя; по-третє, мілководні піщані бари в гирлі Дніпра, які неможливо було «прочистити» — вони щороку наносилися заново потужною течією Дніпра; тому кораблі доводилося проводити з Херсона до Лимана на камелії (рід понтонів), що було дорого і клопітно. Тільки у Глибокій Пристані, що у Станіслава, кораблі можна було спускати з камеліями й доозброювати до повного комплекту; по-четверте, навесні частина міста й Адміралтейства затоплювалися потужним паводком.
Григорій Олександрович вирішив, що треба шукати нове місце для верфі. Це він доручив своєму найближчому помічникові Михайлу Леонтійовичу Фалєєву. Незабаром місце було знайдено, цьому допомогла скарга, подана в його канцелярію Францем Фабра.

### Опис майна дачі
Потьомкін відправив полковника М. Л. Фалєєва на Фаброву дачу, щоб оцінити збиток і залагодити цей інцидент з турецькою стороною. З цього приводу був складений опис майна дачі. Власник за минулий час встиг побудувати три садиби в різних місцях: у нинішнього Інгульського мосту, в районі Спаського мису й у Спаську, поруч із сучасним яхт-клубом. За описом від 1 листопада 1787 року ці садиби включали: а) основний будинок «в урочищі Виноградній косі» (Спаську), що складається з двох «покоїв» (кімнат), передпокою і кухні; ще один будиночок «про двох покоях», погріб, криницю, водяний млин, що працювала від Спаського джерела, сарай, пташник; «По боках його росло невелике число різних дерев як то груш, тернини та інших»;
- б) при гирлі річки Інгул «на горі» — клуню, сарай, «сарайчик малий», землянка і 90 колін жита;
- в) на березі Інгулу, «де перевіз», — будинок з каменю «про чотири покоях», дві землянки, кузня, шинок, хата, сіна 5 скирт;
- г) «над Богом в урочищі Косі Осницьким саморослого різного дерева дрібного як то берези, осики, груш, тернині та іншого по різних місцях кущами окружністю за прикладом верст до двох» (Ліски).

До всього цього слід додати ще й береги двох річок, багатих рибою і водоплавними птахами.

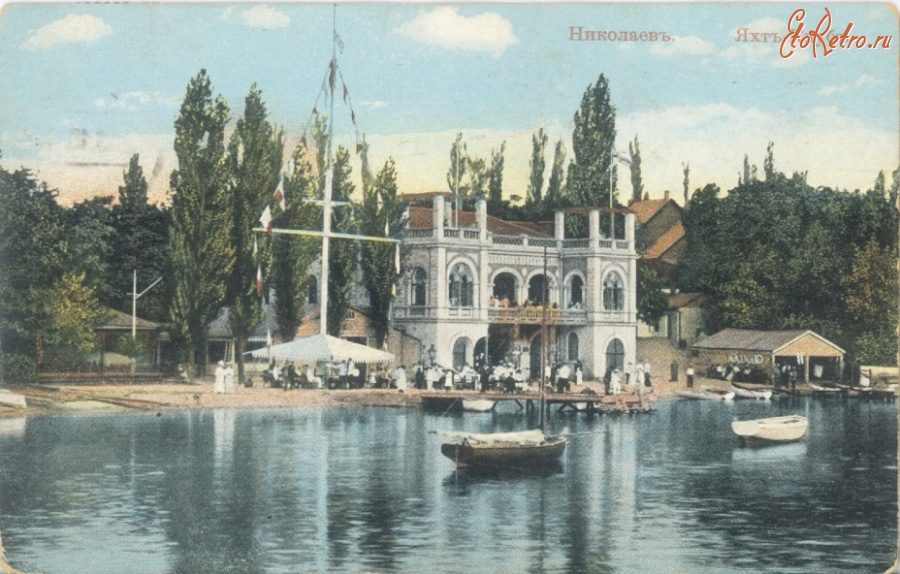
Яхт Клуб у Миколаєві

## Тогочасна цінність цих земель
Фабр мудро розпланував господарство — на Виноградній косі біля джерела — основний-панський будинок з млином і крупорушки, на Спаському мису — хліборобська частина, а у перевозу, через який йшла дорога від Станіслава до Ольвіополя, він заснував заїжджий двір і шинок — дуже прибуткова справа. І за все це багатство Франц Фабр заплатив російській державі по 3 копійки за десятину. Всього 45 рублів і 3/4 копійки.

## Виключення земель із володінь Ф.Фабра
- Поки М. Л. Фалєєв залагоджував з турками це прикордонна пригода, він встиг виконати доручення Г. А. Потьомкіна з обстеження гирла Інгулу. Повернувшись, полковник доповів, що в гирлі Інгулу є хороше місце для корабельної верфі, на що послідувало негайне розпорядження князя про заснування нової верфі. Але тут з'ясувалася непередбачена перешкода: земля ця виявилася приватною власністю, оскільки кілька років тому сам же Г. А. Потьомкін розпорядився продати її Францу Фабра.
- Князь не вважав це серйозною перешкодою, він тут же звелів анулювати купчі Фабра і викупити землі назад у скарбницю. Внаслідок такого розпорядження Катеринославське намісництво 2 вересня 1787 визначило виключити з володінь Ф. Фабр відведену раніше землю і передати її в скарбницю. Приводом для такого кроку було те, що Туреччина оголосила війну Росії й дача Ф. Фабр опинилася в прифронтовій зоні, землі якої відчужуються в казну, а люди, що проживали на цих землях, підлягали переселенню вглиб російських територій.
- Ф. А. Фабр в тому ж році розпорядженням Г. А. Потьомкіна призначений директором судакських та інших садів у Таврійської області.

## Подальша доля Фабрових Дач

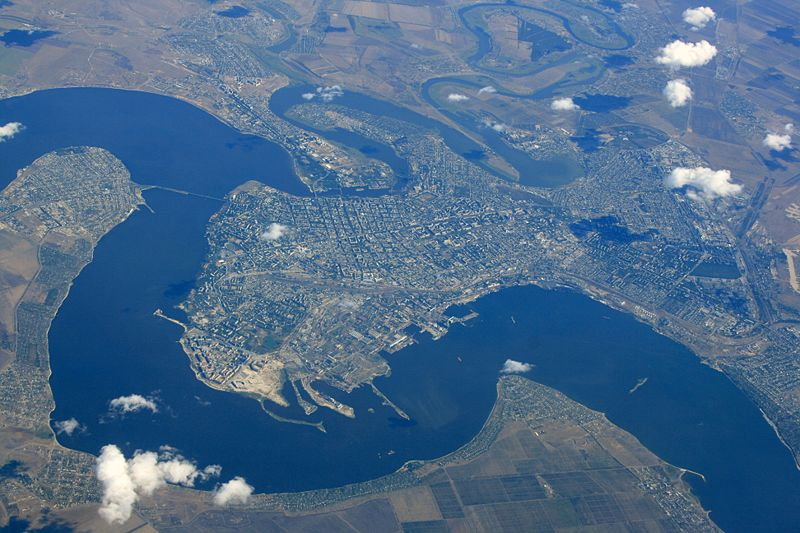
Вид зверху на Миколаїв

На землях, які тепер знову стали казенною власністю вже в наступному році була закладена верф і почалося будівництво нового міста, спорудження якого в 1789 році було доручено тому ж полковнику М. Л. Фалєєву. Частина Фаберової дачі біля Спаського джерела отримала назву Спаське урочище.
27 серпня 1789 року Г. А. Потьомкіним виданий ордер (№ 1065) М. Л. Фалєєву, в якому говорилося: «Фаберову дачу іменувати Спаське, а Вітовку — Богоявленське, нововозведену верф на Інгулі — місто Миколаїв».